# Motosu
Motosu (japanska: 本巣市?, Motosu-shi) är en stad i Gifu prefektur i Japan. Staden bildades 2004  genom en sammanslagning av kommunerna
Motosu, Itonuki, Neo och Shinsei. 